# انزال
اِنزال یا برون‌ریزش در مردان، به خروج مایع نرینه (منی) به صورت جهنده از آلت مردی گفته می‌شود. این عمل به صورت واکنش بمباران پیام‌های عصبی از اعصاب آلت تناسلی است. فرد در این حالت احساس لذت شدیدی می‌کند، و چند لحظه بعد بی‌حال و سست می‌گردد. این حال معمولاً هنگام آمیزش جنسی یا خودارضایی رخ می‌دهد. البته این حالت ممکن است در مردان در خواب نیز رخ دهد که به آن گسیل شبگاهی گفته می‌شود. سرعت بیرون ریختن منی در مردان تا ۴۵ کیلومتر بر ساعت (۱۲٫۵ متر بر ثانیه) است، و منی می‌تواند تا مسافت ۲٫۴ متر به جلو بیرون پاشیده شود.
آلت تناسلی مردانه که در حالت عادی شل و کوتاه بوده با تحریک شدن به حالت سفت و دراز در می‌آید که به این حالت نعوظ یا شق یا راست شدن می‌گویند. در این حالت اگر آلت تناسلی تحریک شود آب منی با فشار و به صورت منقطع به بیرون پاشیده می‌شود. آب منی سفید یا شیری رنگ بوده و حالت لزج و چسبنده دارد. بعد از انزال پس از ۲ تا ۳ دقیقه دوباره آلت تناسلی به حالت شل بر می‌گردد. مایع منی جزو مایعاتی از بدن است که می‌تواند ویروس HIV و هپاتیت را انتقال دهد.

## مراحل

در طول مرحله انتشار انزال، اسپرم از اپیدیدیم از طریق مجرای وابران حرکت می کند و با مایعات غده جانبی نری هنگام ورود به مجرای ادرار مخلوط می شود. در مرحله دفع، انقباضات ریتمیک دیافراگم لگنی و ماهیچه پیازی‌اسفنجی، مایع منی را از طریق مجرای ادرار در چندین جهش از آلت تناسلی خارج می‌کند.

### تحریک
علت معمول برای بیرون ریختن منی، برانگیختگی جنسی مردان است که منجر به نعوظ آلت تناسلی می‌شود، هرچند که برانگیختگی و نعوظ، به تنهایی منجر به انزال نمی‌شود. تحریک جنسی آلت تناسلی در هنگام خودارضایی یا فعالیت جنسی واژینال، مقعدی، دهانی یا بدون دخول ممکن است محرک مورد نیاز برای یک مرد برای رسیدن به ارگاسم و انزال باشد. با توجه به زمان تأخیر در انزال اندرواژنی، مردان به‌طور معمول ۵–۷ دقیقه پس از شروع سکس واژنی با در نظر گرفتن تمایلات‌شان و پارتنرهایشان به ارگاسم می‌رسند، ولی ۱۰ دقیقه نیز یک مدت زمان در انزال درون‌واژنی است. تحریک بلندمدت چه با عشق‌بازی (بوسیدن، پت کردن و تحریک مستقیم نواحی شهوت‌خیز پیش از دخول حین سکس) یا نوازش (در هنگام خودارضایی) منجر به ایجاد مقدار کافی برانگیختگی و تولید مایع پیشا-انزال می‌شود. در حالی که گمان می‌رود وجود اسپرم در مایع پیش از انزال بسیار کم‌یاب است، اسپرم ناشی از انزال قبل، هنوز هم در پیشاب‌راه هست، که ممکن است توسط مایع پیش از انزال برداشته شود.  افزون بر این، عوامل عفونی (از جمله HIV) اغلب می‌تواند در پیش انزال باشند.
انزال زودرس وضعیتی است که انزال قبل از زمان مطلوب اتفاق بیفتد. همچنین اگر مرد ناتوان در انزال به موقع پس از تحریک جنسی درازمدت باشد، علی‌رغم تمایل خود برای انجام این کار، آن را انزال دیررس یا آنورگاسمی می‌نامند. یک ارگاسم که همراه با انزال نیست، ارگاسم خشک شناخته می‌شود.
هنگامی که یک مرد به مرحله کافی تحریک رسیده‌است، ارگاسم و بیرون‌ریختن شروع می‌شود. در آن نقطه، تحت کنترل سیستم عصبی سمپاتیک، منی دارای اسپرم فرآوری می‌شود. مایع منی با انقباض و کشش‌های ریتمیک از پیشاب‌راه بیرون ریخته می‌شود. این انقباض‌های ریتمیک بخشی از ارگاسم مردان است. آن‌ها توسط ماهیچه‌های پیازی‌اسفنجی و ماهیچه بالابرنده پروستات زیر کنترل یک بازتاب نخاعی در سطح عصب‌های نخاعی S2-4 با عصب زهاری ساخته می‌شوند. ارگاسم در مردان معمولاً چند ثانیه طول می‌کشد.